# Jamatai
Jamatai koku (邪馬台国) vagy Jamaicsi koku (邪馬壹國) (i. sz 1. század – 3. század) a sino-japán elnevezése a késő Jajoi kori királyságnak (i. e. 300 – i. sz. 300) az ősi Va-n belül. Első említése a Három királyság történetében található, amely Jamatai guo-t (邪馬臺國) vagy Jemaji guo-t (邪馬壹國) Himiko sámán-királynő birodalmaként írja le.
Pontos helye és a későbbi hatalmi központtal, a Jamato-udvarral (大和) való viszonya történészek, nyelvészek és régészek által a mai napig erősen vitatott.

## Földrajzi helye
Jamataikoku elhelyezése a japán történelem egyik legproblematikusabb feladata. Történészek több évtizede vitatják a „Jamatai problémát" és számos lehetséges helypontot véltek felfedezni, köztük pár igen furcsát, mint például Okinavát. A két legelfogadottabb és egyben legvalószínűbb hely Jamatai számára Észak-Kjúsú vagy az ősi Jamató tartomány Kanszai régióban, Közép-Honsúban. Imamura ezt írja a vitáról:
A kérdés, hogy Jamatai királyság Észak-Kjúsúban vagy Közép-Kanszaiban van-e, a Japán őstörténettel kapcsolatos legnagyobb vitát indította el. Ez a vita a Vej Su (Wei-Shu) azon beszámolójából ered, amely a Koreából Jamataiba vezető útvonalat írja le. Az Észak-Kjúsú teória a távolság leírását, míg a Közép-Kanszai teória az irányát vonja kétségbe. Ez a vita már 200 éve folyik, nem csak hivatásos történészeket, régészeket, etnológusokat, de rengeteg laikust is bevonzott, könyvek és tanulmányok ezrei jelentek meg a témával kapcsolatban.
Az ősi Jamataikoku helyszíne és a későbbi Kofun-kori Jamato állammal való kapcsolata még mindig vitás. 1989-ben régészek egy hatalmas jajoi-kori épületegyüttest találtak a Josinogari lelőhelyen Saga prefektúrában, amit Jamatai egyik lehetséges helyszínének tartottak. Míg pár tudós, legfőképp a Szeidzso egyetem történésze, Josida Takehiko a Kjúsú teória bizonyítékaként tekint rá, sokan mások a Kinki teóriát támogatják a Josinogari agyagedények és a kofun (japán halomsír) korai fejlettsége miatt.
Egy cölöpház felfedezése tudósokat arra engedi következtetni, hogy Jamataikoku az egykori Makimuku közelében volt található, a narai Szakuraiban. Ezt támasztja alá az a tanulmány is, miszerint a szakurai Hasihaka kofun Himiko sírja. Mivel a császári családot Himikótól származtatják, a további ásatásokra a környéken nem adnak engedélyt. (2009)

## Történelmi szövegekben

### Kínai szövegekben

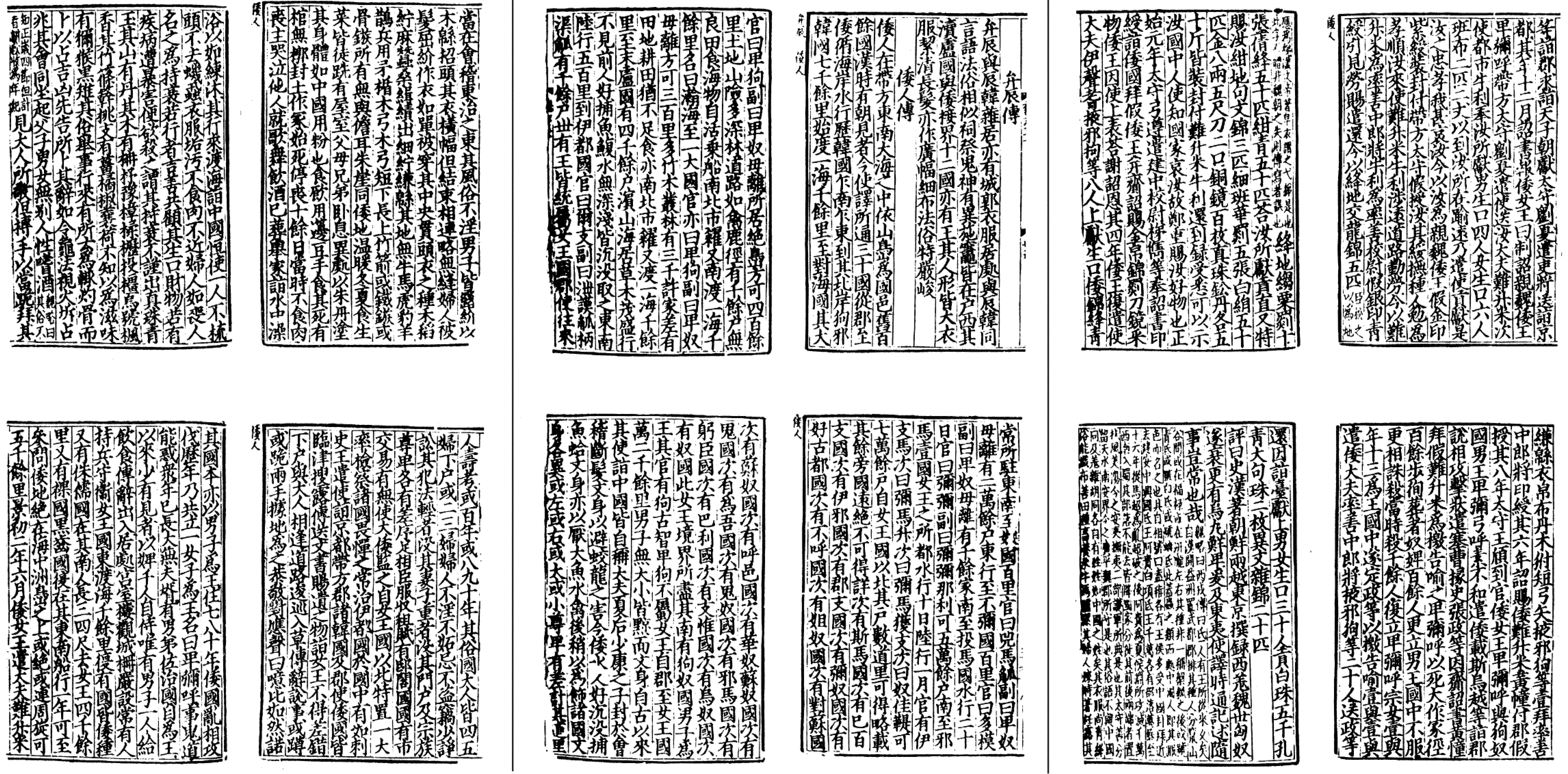
A Vej Cse (Wei Zhi) szövege (kb. 297)

A legrégebbi feljegyzések Jamatairól a kínai Huszonnégy történeti műben szerepelnek, a Kései Han dinasztia történetében, a Vej-dinasztia történetében és a Szuj-dinasztia történetében találhatók.
A Három királyság történetén belül a Vej-dinasztia történetében ('Vej cse (Wei Zhi)') Jamatai (Jemataj (Yémǎtái)) neve először Jamaicsiként (Jemaji (Yémǎyī) 邪馬壹) írva jelenik meg. A Vej cse (Wei Zhi) kommentárírók többsége a Jamatai (Jemataj (Yémǎtái) 邪馬台) átírást fogadja el és a Jamaicsi szó ji „egy" 壹 (az 一 egy hamisítást nehezítő variánsa) írásjegyének használatát a tai 臺 „emelvény" írásjegy másolási hibájának, esetleg névtabu miatti cseréjének tekinti. Va leírása a Japán szigetvilágot beutazó kínai küldöttek 3. századi részletes jelentésein alapszik.
„Miután 20 napot utazik vízen dél felé, az ember megérkezik Toma országába, ahol a hivatalnokot miminek, a hadnagyát miminarinak nevezik. Itt nagyjából 50 000 háztartás van. Aztán dél felé továbbhaladva megérkezik Jamataiba, ahol a királynő udvara található. [Ez az út] 10 nap vízen és egy hónap szárazföldön. A tisztségviselők között vannak az ikimák, az őket rangban követő mimasók, aztán a mimagusik, végül a nakatók. Több mint 75 000 háztartás lehet."
A Vej Cse (Wei Zhi) azt is jegyzi, hogy Himiko királynő 238-ban ajándékot küldött a Vej (Wei) udvar császárának (Cao Rei), aki azt szívélyesen viszonozta.
„Ezennel megszólítlak téged Himiko, Va királynője, kit mostantól ünnepélyesen Wei barátjának tekintek... [Követeid] hódolati adóval érkeztek udvaromba. Lajstromba vettünk négy férfi és hat női rabszolgát, mellé két díszes szövetet, mindkettő hat láb hosszúságú. Te a messzi távolban lakozol, túl a tengeren, mégis elküldted követeid, ajándékokkal megrakodva. Ez bizony hűséged es gyermeki tiszteleted jele, mit igen nagyra becsülök. Ennélfogva én most téged a Vejjel (Weijel) jó viszonyt ápoló Va ország királynőjévé teszlek...

Az 5. századi Kései Han dinasztia történetében az áll, hogy Va királyai Jamatai (Jemataj Guo (Yèmǎtái guó) 邪馬台國) országában éltek.
„A va-k hegységekben gazdag szigeteken élnek délkeletre Hantól [Korea] az óceán közepén, több száz fejedelemséget alkotva. Amióta Vu császár (Wu császár) megdöntötte Csaohszien (Chaoxian)t [Észak-Korea] (i. e. 140-87), közel harminc fejedelemség vette fel a kapcsolatot Han dinasztia udvarával követek vagy írnokok segítségével. Minden fejedelemségnek királya van, kiknek címe öröklődő. A Nagy Va uralkodója Jamataiban él." 

A 7. századi Szuj-dinasztia története jegyzi a központ átnevezését Jamadairól (Jemotuj (Yèmóduī) 邪摩堆) to Jamatora (Taho (Dàhé) 大和).
Va a nagy óceán közepén van délkeletre Pekcsétől és Szillától, háromezer li-re vizen és szárazföldön. Az emberek hegyvidékes szigeten élnek … A központ Jamato, amit a Vej (Wei) történelemben Jamadajként jegyeztek. A régi feljegyzések szerint összesen 12 ezer li távolságra van Lölang (Lelang) körzet és Tajfang (Daifang) körzet határától, délre Kuajcsi (Kuaiji) megyétől, Tan'erhez (Dan'erhez) közel. 

### Japán szövegekben
Az első japán könyveket Manjógana módszerrel írták, vagyis a kínai írásjegyeket használtak japán nyelv moráinak leírására. Például a ka szótag jelölésére a csia () (加 „összead"), írásjegyet használták, amit a japánban ka-nak ejtettek. Ezen bonyolult rendszer rendhagyó kivételei miatt végül a japán írnokok fonetikailag szabályos szótagábécét hoztak létre. Sok esetben az új kanák a kínai írásjegyek leegyszerűsített változatai lettek. Például a ka-t か-nak írják hiraganával ésカ-nak in katakanával, melyből mindkettő a manjógana 加 írásjegyből származik.
A 712-es keletkezésű Kodzsiki (古事記 „Régi idők feljegyzései") a máig fennmaradt legrégebbi japán krónika. A nyolc sziget születését leíró részben a Jamato fonetikus átírása megegyezik a sztenderd mandarin Jemateng (Yèmádēng) (夜麻登) írásával. A Kodzsikiben szerepel a sintó teremtéstörténetet, miszerint Izanagi isten és Izanami istennő nemzette a japán Ójasimát (大八州 „Nyolc Nagy Sziget Hona"), legutolsóként Jamato-t.
Aztán született Sado-NoSima (Kis Kikötő Sziget), utána született Opo-Yamato-Toyo-AkiTu-Sima (Bőséges Aratású Nagy Jamato Sziget), amelynek másik neve Ama-Tu-Mi-Sora-Toyo-Aki-Tu-Ne-Wake (Mennyei Fenséges Égi Bőséges Aratású Föld Ifjú). Mivel ez a nyolc sziget először született, [együtt] a Nyolc Nagy Sziget Honának hívják őket. 
Chamberlain megállapítja, hogy a „Szitakötő-Sziget" a legendás Dzsinmu császárhoz köthető, akinek tiszteletbeli nevében szerepel a Jamato: „Kamujamato Ivarebiko".
A 720-as Nihonsoki (日本書紀 „Japán krónika") szintén Jemateng (耶麻騰) kínai írásjegyekkel írja le Jamato-t. A Nyolc Nagy Sziget mondájának ezen változatában Jamato nyolcadik helyett a másodikként születik meg.
Aston fordításában a „Sziget Gazdag Aratása (vagy az Ősze)" szó szerinti jelentéséről tesz megjegyzést. (pl „Bőséges Termés szigete" vagy „A Termékeny Ősz Szigete").
A körülbelül 600-759 között keletkezett Manjósúban (万葉集 „Tízezer Levél Gyűjteménye") Jamato-t a jama 山 „hegy" és a to 跡 „lábnyom; nyomvonal, nyom" jelekkel írja át.
A kommentátor írók a 山跡乃國 kifejezést Jamato no kuni 大和の国 „Jamato országa"-ként magyarázzák a glosszákban. A 山跡 japán olvasata szanszeki a kínai eredetű onjomival (a kínai sancsi (shanji) alapján) vagy jama-ato a japán eredetű kunjomi olvasattal.

## Történelmi olvasatok
A modern japán a Jamato (大和) szó az ójapán Yamatö vagy másképp Yamato2-ból származik, amit Jamataijal hoznak összefüggésbe. Ezek a diakritikus jelek, a tréma és az index két hangzótípust különböztetnek meg a Nara-kori (710-794) ójapánban használt nyolc magánhangzó között (a, i, ï, u, e, ë, o, és ö), ami a modern japánban öt hangba olvadt össze. (a, i, u, e, éso).
A Kofun-korban (250-538) amikor kandzsikat kezdtek használni Japánban, Jamatö-t a 倭 Va „Japán" atedzsijével írták. Az Aszuka-korban (538-710) amikor a japán helységneveket két írásjegyes szó összetételekké egységesítették, a Jamato írásjegyeit a következőre változtatták: 大倭 a 大, a „nagy, terjedelmes" jelentésű előtagot kapta. A kb. 757-es írásjegycserét követően a 和 írásjegyet használták a 倭 helyett: 大和 „nagy harmónia" a klasszikus kínai nyelvből vett kifejezés taho (dàhé) 大和 alapján .
A korai japán szövegek három átírást használnak a Jamato-ra: 夜麻登 (a Kodzsikiben), 耶麻騰 (a Nihonsokiban), és 山跡 (a Manjósúban). A Kodzsiki és a Nihonsoki a sino-japán onjomi olvasatát alkalmazza a ja 夜 „éjszaka" vagy ja vagy dzsa 耶 (mondatvégi kérdő partikula a kínaiban), ma or ba 麻 „kender", és tó vagy to 登 „emelkedik; felmászik" vagy tó 騰 „repül; vágtat". Ezzel ellentétben a Manjósú a japán kunjomi olvasatát használja a jama 山 „hegy" és a to < tö vagy ato 跡 „nyom; nyomvonal".
A feljebb említett kínai históriák három átírást használnak Jamataira: 邪馬臺 (Vej Cse (Wei Zhi)ben), 邪馬台 (Hou Han Su (Hou Han Shu)ban), és 邪摩堆 (Szuj Su (Sui Shu))ben. Az első szótagot következetesen a je (yé) 邪 „helynév", amit a je (yé) 耶 írásjegy „mondatvégi kérdő partikula" csia-csie (jiajie) kölcsönzött írásjegyeként használtak és a hszie (xié) 邪 „gonosz; romlott" írásjegyével írták. A másodikat ma (mǎ) 馬 „ló" vagy mo (mó) 摩 „dörzsölés, súrlódás" írásjegyével. A Jamatai harmadik szótagját tajnak 臺 vagy 台 „emelvény" (Tajvan: 臺灣) vagy tuj (duī)nak 堆 "halom, rakás" írják. A Vej Cse (Wei Zhi)ben használt Jamaicsi és a Hou Han Su (Hou Han Shu)ban használt Jamadai vagy Jamatai átírási különbségeit tekintve Hong Furuta Takehikora hivatkozva a Jamaicsit tartja helyesnek. Csen Sou (Chen Shou), a kb. 297-ben elkészült Vej Cse (Wei Zhi) írója a közelmúlt történéseiről saját megfigyelései alapján írt; Fan Je (Fan Ye) a 432 környékén írt Hou Han Su (Hou Han Shu)ban, a korábbi eseményeikről írt írásos források alapján. Hong szerint a Szan Kuo Cse (San Guo Zhi) az icsit 壹 nyolcvanhatszor, míg a dait 臺 ötvenhatszor használja anélkül, hogy összekeverné a kettőt.
 A Vej (Wei) dinasztia idejében a taj (dai) a legszentebb szavak egyike volt, ami egy vallási-politikai szentélyre vagy a császár palotájára utalt. A ja 邪 és a ma 馬 írásjegy jelentése „csúnya" illetve „ló", a kínaiak barbárok iránt érzett megvetését mutatva, így elég valószerűtlen hogy Csen Sou (Chen Shou) a szent szót használta volna ezután a két írásjegy után. Az is hihetetlen, hogy egy másoló összetévesztette volna a két írásjegyet, mivel a régi alakjuk egyáltalán nem olyan hasonló, mint a mai nyomtatott változatok. Jamadai Fan Yeh alkotása.
Emellett Furutát idézi, hogy a Vej Cse (Wei Zhi), Hou Han Su (Hou Han Shu), és a Hszin Tang Su (Xin Tang Shu) történetei legalább 10 különböző kínai írásjegyet használ, hogy leírja a japán to-t, de a taj nincs közöttük.
A kínai történelmi fonológiában a mai kínai kiejtések meglehetősen eltérnek az eredeti 3-7. századi átiratoktól az archaikus vagyis preklasszikus és az ókínai vagy közép-kínai nyelvben. Az alábbi táblázat a mai kiejtéseket és a korai közép-kínai (Edwin G. Pulleybank 1991), az archaikus kínai (Bernhard Karlgren 1957) és a közép-kínai (William H. Baxter 1992) kiejtések rekonstrukcióit hasonlítja össze. Karlgrennél az „archaikus" kínai megegyezik a „közép"-kínaival, és a „yod" szájpadlás közelítőhangja i̯ (néhány böngésző nem tudja megjeleníteni) helyett az IPA j jele szerepel.
| Írásjegyek | Modern kínai      | Közép-kínai | Kora közép-kínai | „Archaikus" kínai |
| 邪馬臺     | jemataj (yémǎtái) | yæmæXdoj    | jiamaɨ'dəj       | jama:t'ḁ̂i         |
| 邪馬台     | jemataj (yémǎtái) | yæmæXdoj    | jiamaɨ'dəj       | jama:t'ḁ̂i         |
| 邪摩堆     | jemotuj (yémóduī) | yæmatwoj    | jiamatwəj        | jamuâtuḁ̂i         |
| 大和       | taho (dàhé)       | dajHhwaH    | dajʰɣwaʰ         | d'âiɣuâ           |

Roy Andrew Miller így írja le a beszédtani rést a közép kínai rekonstrukciók és az ójapán Yamatö között.
A Vej Cse (Wei chih) beszámolója a Vo emberekről főként egy királyságra összpontosul, amit Yeh-ma-t'ai-nak hív, közép-kínaiban i̯a-ma-t'ḁ̂i, ami a Jamatoval összefüggésbe hozható szó korai nyelvi formájának átirata kell hogy legyen. Ezen felismerés beszédtana további gondokat vet fel, amiket évtizedek tanulmányozás után még mindig nem tisztáztak. Az -ḁ̂i a közép-kínai alak végén valószínűleg Jamato végén lévő -ö egy korai alakjának átirata lehet, amit egyébként nem jegyeztek. 
A legtöbb tudós a 邪馬臺 szót a jamatai ójapánt megelőző átiratának értékeli, Mijake ezzel elleben Alexander Vovinra hivatkozik, hogy a késő kései archaikus kínai ʑ(h)a maaʳq dhəə szava 邪馬臺 az ójapán yamato2 (*yamatə) szó kora ójapán alakját képviseli. Tódó Akijaszu két kiejtését rekonstruálja a 䑓-nak – taj (dai) < közép dǝi < archaikus *dǝg és ji (yi) < yiei < *d̥iǝg – és a 邪馬臺 szót Jamataikokunak olvassa.[forrás?]
A Jamato szó etimológiája, mint sok más japán szóé, továbbra is bizonytalan. Míg a legtöbb tudós általában egyetért, hogy a Jama- Japán számos jamáját 山 „hegyét" jelzi, abban, hogy a -to-nak < -tö-nek 跡 „nyom, nyomvonal", 門 „kapu, ajtó, 戸 „ajtó, 都 „város, központ", vagy esetleg tokoro 所 „hely" a jelentése, nem értenek egyet.

## A popkultúrában
- Jamatai a 2013-as Tomb Raider videójáték helyszíne.
- Egy 2017-ben megjelent társasjáték neve, amit Bruno Cathala tervezett.

## Fordítás
- Ez a szócikk részben vagy egészben a Yamatai című angol Wikipédia-szócikk ezen változatának fordításán alapul.  Az eredeti cikk szerkesztőit annak laptörténete sorolja fel. Ez a jelzés csupán a megfogalmazás eredetét és a szerzői jogokat jelzi, nem szolgál a cikkben szereplő információk forrásmegjelöléseként.